# Exenatida
La exenatida es un medicamento que se emplea en el tratamiento de la diabetes mellitus tipo 2 para disminuir los niveles de glucosa en sangre. Es un fármaco mimético de la incretina GLP-1, por lo cual actúa por el mismo mecanismo que las incretinas naturales que son producidas en el intestino y estimulan la liberación de insulina por el páncreas como respuesta a la ingestión de alimentos.
Es un medicamento inyectable usado para mejorar el control del azúcar en sangre en adultos con diabetes mellitus tipo.
Exenatida de liberación inmediata (Byetta) se inyectavía subcutánea, dos veces por día y Exenatida de liberación prolongada (Bydureon) Se administra por vía subcutánea,a una dosis de 2 mg una vez por semana a cualquier hora del día con o sin alimentos,no es sustituto de insulina u otro tratamiento antidiabético por vía oral.
No se recomienda su utilización en la diabetes mellitus tipo 1, ya que en ella el medicamento de elección es la insulina.

Los efectos secundarios que aparecen más frecuentemente son náuseas, vómitos y diarrea. También hipoglucemia y en muy raras ocasiones episodios agudos de pancreatitis. Una de sus acciones es producir pérdida de peso, lo cual es en general beneficioso en este tipo de pacientes.

## Aplicaciones terapéuticas
Este fármaco constituye una nueva alternativa a los diferentes tratamientos que existen para conseguir el control de la diabetes de tipo 2.
Presenta la ventaja sobre otros fármacos de mejorar más la hiperglucemia que se produce después de las comidas (hiperglucemia postprandial) y de disminuir el peso corporal.
Entre los inconvenientes se pueden citar la necesidad de inyectarse dos veces al día, los efectos secundarios a veces mal tolerados, el techo terapéutico inferior al de la insulina, la falta de estudios en los que se demuestre disminución de la mortalidad, el perfil de seguridad no totalmente conocido por tratarse de un medicamento con poca experiencia de uso y el coste elevado, que se estima en 1600 euros anuales.
Desde el 2008 la FDA (Food and Drug Administration) ha advertido sobre la asociación de este fármaco y la aparición de pancreatitis hemorrágica y necrotizante.
Frente a esta complicación grave, y la asociación con tumores pancreáticos y tiroideos, Elshoff y sus colaboradores realizaron un estudio comparativo que confirma la mayor incidencia de estos eventos con esta medicación.
En la actualidad la FDA recomienda un control estricto de la función pancreática en los pacientes tratados con exenatide.
La FDA aprobó una indicación ampliada para el agonista de exenatida del receptor de GLP-1 extendido, lo que permite su uso como una terapia complementaria con insulina basal en personas con diabetes tipo 2 descontrolada.